# 鹬草
鹬草（学名：Phalaris arundinacea），又稱虉草，为禾本科鹬草属下的一种多年生草本植物，廣泛分佈于歐亞、北非和北美地區，在很多地方是一種入侵植物，生長在水邊。
其高度可達兩米，圆锥花序高30釐米，葉子通常純綠，偶有雜色，具粗壯的根状茎，種子傳播速度極快，因此難以根除。